# Zagužane
Zagužane je naselje u gradu Leskovcu, Jablanički upravni okrug, Srbija. Prema popisu iz 2022. godine u Zagužanu je živjelo 266 stanovnikа.